# Pannoni
I Pannoni (in lingua latina Pannonii; in lingua greca Παννόνιοι) erano un insieme di popolazioni indoeuropee storicamente stanziata nell'area dell'Europa centrale che da essi ha preso il nome: la Pannonia (lungo il medio corso del Danubio, corrispondente grosso modo agli attuali Stati di Croazia, Repubblica Ceca, Slovacchia, Austria e Ungheria). Erano sia di stirpe illirica (a sud del fiume Drava, Dravus) sia di stirpe celtica (a nord del fiume Drava) e occupavano i territori della futura provincia romana di Dalmazia. Più tardi alcune di queste popolazioni si stabilirono anche in Dacia. Cassio Dione Cocceiano scrive:
(Cassio Dione, XLIX, 36.2.)

## Etnonimo
Secondo quanto ci tramanda Cassio Dione, il loro nome deriverebbe dal fatto che le loro tuniche con le maniche sono realizzate cucendo insieme dei pezzi di vecchi abiti che hanno tagliato in strisce, che chiamano panni. «Questo è il loro nome, sia questa la ragione di ciò che ho affermato o qualche altro significato». Aggiunge poi che alcuni dei Greci, nell'ignoranza della verità, li chiamano Paeones, una denominazione che, per quanto appaia antica, non sarebbe corretto applicare, ma piuttosto da attribuire ai Rodopi, che si trovano vicino alla provincia romana di Macedonia fino al mare.

## Storia
Le tribù pannoniche abitavano principalmente l'area tra il fiume Sava e la Drava. L'archeologia ha dimostrato che erano culturalmente diversi dagli Illiri meridionali Iapodi, come pure dai Celti del nord, per quanto furono celtizzati. Tuttavia, ci sono alcune somiglianze culturali tra i Pannoni e Dalmati.
I Pannoni non furono definitivamente sottomessi e inglobati nella provincia dell'Illyricum, almeno fino al termine della rivolta dalmato-pannonica, che iniziò nel 6 d.C., quando Pannoni e Dalmati e altre tribù illiriche, si ribellarono a Roma. La guerra che ne seguì durò oltre tre anni, al termine della quale vennero definitivamente sconfitti e sottomessi dal futuro imperatore Tiberio e dal futuro erede designato Germanico Giulio Cesare nel 9. La provincia dell'Illirico fu, a questo punto, divisa nelle due nuove province della Pannonia a nord, e della Dalmazia a sud. La data della divisione è stata ampiamente dibattuta tra gli storici e si colloca in un periodo compreso tra il 9 e il 20.

## Società
Di loro Appiano di Alessandria scrive che «la Pannonia è un paese boscoso che si estende dagli Iapodi ai Dardani. Gli abitanti non vivono in città, ma sparsi nel paese o nei villaggi a seconda del rapporto che li accomuna. Non hanno alcun Consiglio comune e nessun governo sopra tutta la nazione. Possono mettere in campo almeno centomila combattenti, ma non si riuniscono in un solo esercito, perché non hanno nessun governo comune».
Cassio Dione aggiunge che i Pannoni non coltivano le olive e non producono nessun vino, se non in misura estremamente limitata e di misera qualità, a causa dell'inverno che è molto rigido e occupa la maggior parte del loro anno. Bevono e mangiano grandi quantità di orzo e miglio. Vero è che sono considerati i più coraggiosi di tutti gli uomini di cui sia aveva a quel tempo conoscenza, in quanto sono molto coraggiosi e assetati di sangue, come tutti gli uomini che non possiedono nulla. E del resto non è un caso che molti degli imperatori romani del III secolo furono di origine illiro-pannonica.

## Economia
Molte delle popolazioni pannoniche vivevano in regioni con ricchi giacimenti di ferro, così che l'estrazione e la produzione dello stesso ferro rappresentavano una parte importante della loro economia prima e dopo la conquista romana. A parte Segesta, i Pannoni non avevano insediamenti di grande importanza in epoca preromana, che in realtà erano celtici.

## Lingua

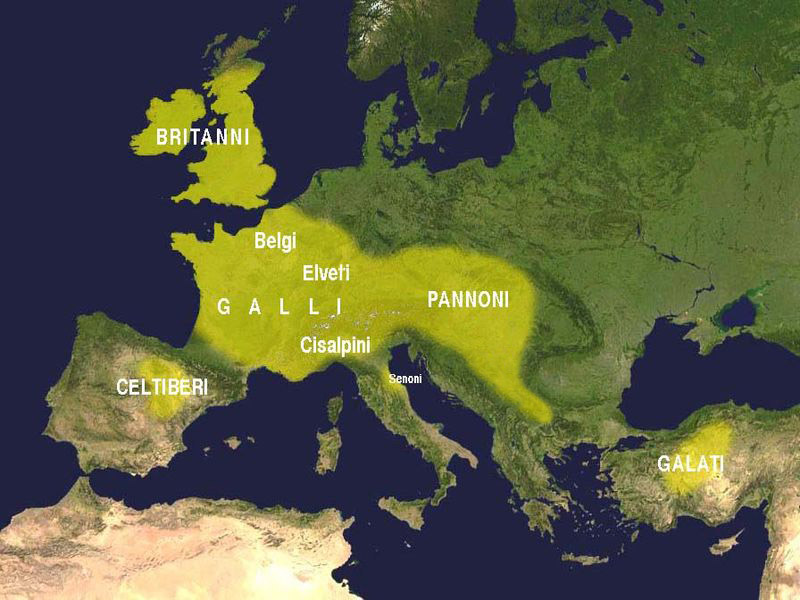
La diffusione dei Celti in Europa all'epoca dell'apogeo della loro civiltà (III secolo a.C.). L'area occupata dai Pannoni era la più orientale dell'Europa continentale

Non sono rimaste testimonianze, né dirette né indirette, delle lingue parlate dai Pannoni. Le tribù di ceppo illirico parlavano ovviamente dialetti illirici, mentre tra i Celti era diffusa una varietà non attestata di celtico continentale, chiamata a volte lingua pannonica, a volte lingua norica. Nessuna delle varianti linguistiche ha lasciato eredi storiche.
Alcuni studiosi ipotizzano che una lingua neolatina, con substrato celtico, si sviluppò in Pannonia dal V al X secolo, per poi andare perduta. Il linguista italiano Carlo Tagliavini considera la lingua pannonica una delle lingue romanze balcaniche con maggiore similitudine al tracio, con cui ha compartito la sorte estinguendosi prima del Mille. Secondo lo storico Alexandru Magdearu, nel suo Românii în opera Notarului Anonim, nel X secolo gli ultimi abitanti di lingua pannonica sarebbero stati assimilati dai sopraggiunti popoli slavi e magiari.
A partire dall'invasione celtica degli inizi del IV secolo a.C., l'insieme dei Pannoni contava tribù di stirpe illirica, celtica e dubbia o mista tra genti illiriche e celtiche. Qui di seguito una lista di queste popolazioni:

### Stirpe illirica
- gli Amantini (in lingua greca, Ἄμαντες) erano una popolazione pannonica[10] della zona di Sirmio, lungo la Sava,[11] di origine illirica.[12] Resistettero a lungo ai Romani, ma al termine della grande ribellione furono venduti come schiavi.[13]
- gli Andizeti, lungo la Drava
- Azali, (in lingua greca Ἄζαλοι) erano una tribù che abitava la zona intorno a Brigetio (ora Szőny) nel Norico, trasferitisi durante la conquista romana dalla Pannonia del sud.[14] Furono deportati dopo la fine della rivolta dalmato-pannonica del 6-9.[15] Essi, insieme agli Eravisci, abitavano l'attuale contea di Fejér durante le guerre marcomanniche (166–180).[16] Le civitas azaliorum includevano le fortezza legionaria di Brigetio e gli insediamenti circostanti.[17]
- i Breuci,
- i Catari,
- i Cerauni
- i Colapiani erano anch'essi di origine illirica.[18] I Colapiani furono generati dai Pannoni Breuci[19] insieme agli Oseriati e i Celti Varciani. Vivevano nella parte centrale e meridionale della Carniola Bianca, lungo il fiume Colapis e sono menzionati da Plinio il Vecchio e Claudio Tolomeo.[20]
- i Cornacati,
- i Desiziati,
- i Dizioni
- i Glintidioni, tribù della Dalmazia
- gli Iasi,
- i Latobici,
- gli Oseriati,
- i Pirusti
- i Segestani,
- i Scirtari
- i Serreti, lungo la Drava
- i Serapilli lungo la Drava
- i Varciani.

### Stirpe celtica
- Anartii migrati a nord del Danubio dopo le guerre del 12-9 a.C.
- Boi a sud di Carnuntum
- Celegeri, popolazione migrata nella Mesia superiore
- Cotini a sud del lago Balaton
- Dindari
- Eravisci nei pressi di Aquincum,
- Osii migrati a nord del Danubio dopo le guerre del 12-9 a.C.
- Scordisci della zona di Singidunum,
- Taurisci lungo i confini del vicino Norico e della Pannonia

### Origini miste
Si tratta di quelle popolazioni miste tra genti illiriche della Pannonia e degli invasori Celti:
- Arabiati (Arabiates)
- Ercuniati (Hercuniates)